# Чемпіонат ВЦРПС з хокею з м'ячем 1935 (жінки)
Чемпіонат ВЦРПС з хокею з м'ячем 1935 —  перший чемпіонат який проводила Всесоюзна центральна рада професійних спілок. Турнір проводився серед збірних міст. Невідомо скільки команд взяли участь у змагання і результати матчів, окрім фіналу. Який відбувся в один день з фіналом чемпіонату серед чоловіків. 

## Фінал
| 12 березня 1935 |

| Москва                                   | 4 – 0 | Ленінград |
| ---------------------------------------- | ----- | --------- |
| ? 8' ? 16' ? 24' Антонович (автогол) 24' |       |           |

| Ленінград |

Збірна Москви: М. Горшкова, А. Соколова, В. Юдіна, В. Шарікова, Є. Ємельянова, Балашова, О. Бусько, В. Прокофьева, М. Зібер, Є. Ревякіна, Спановська. 
Збірна Ленінграда: П. Таукіна (Укладникова), О. Антонович, Новосєльцева, Бологова, Кісельова, О. Мамоєва, А. Проде, О. Олексійова, В. Гаврилова, Судакова, А. Маслова.